# Landhaus Oskar Nitzsche
Das Landhaus Oskar Nitzsche steht im Stadtteil Oberlößnitz der sächsischen Stadt Radebeul, in der Eduard-Bilz-Straße 62 sowie innerhalb des Denkmalschutzgebiets Historische Weinberglandschaft Radebeul.

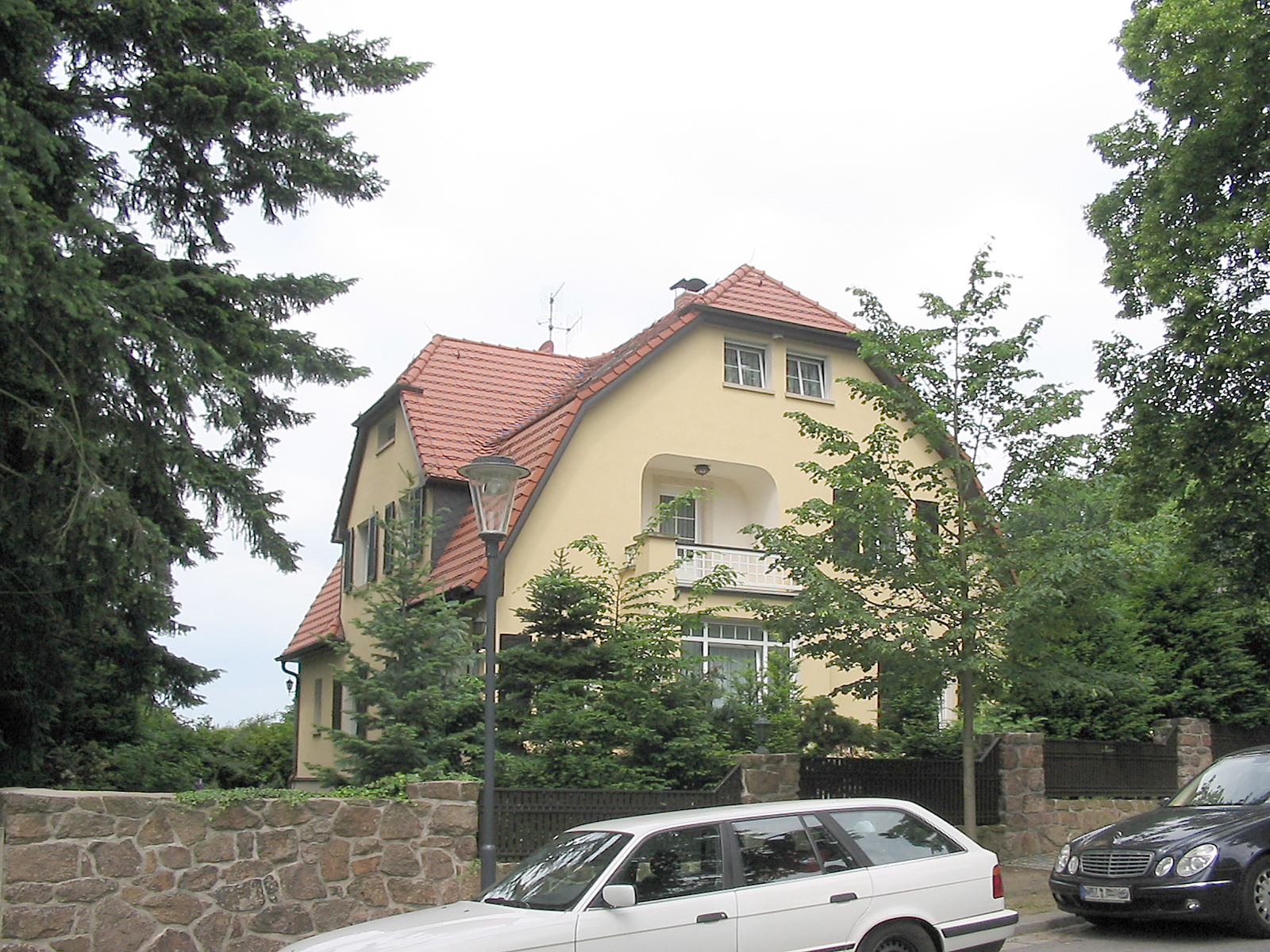
Landhaus Oskar Nitzsche

## Beschreibung
Das mit der Einfriedung unter Denkmalschutz stehende, eingeschossige Landhaus mit ausgebautem Dachgeschoss wurde für den Lehrer Oskar Nitzsche errichtet.
Der giebelständige Putzbau mit hohem, ziegelgedecktem Mansarddach und Krüppelwalm ist ein früher Vertreter der Heimatschutzarchitektur. In der Straßenansicht steht ein unten geschlossener Altan, der Austritt befindet sich in einer tiefen Fassadennische. In der nördlichen Seitenansicht steht ein Eingangsvorbau mit einem Schleppdach. Auf der anderen Seitenansicht nach Süden findet sich ein breites Zwerchhaus im Dach, ebenfalls mit Krüppelwalm. Zahlreiche Fenster werden von Klappläden eingerahmt.
Die Einfriedung besteht aus Holzzaunfeldern zwischen Bruchsteinpfeilern.

## Geschichte

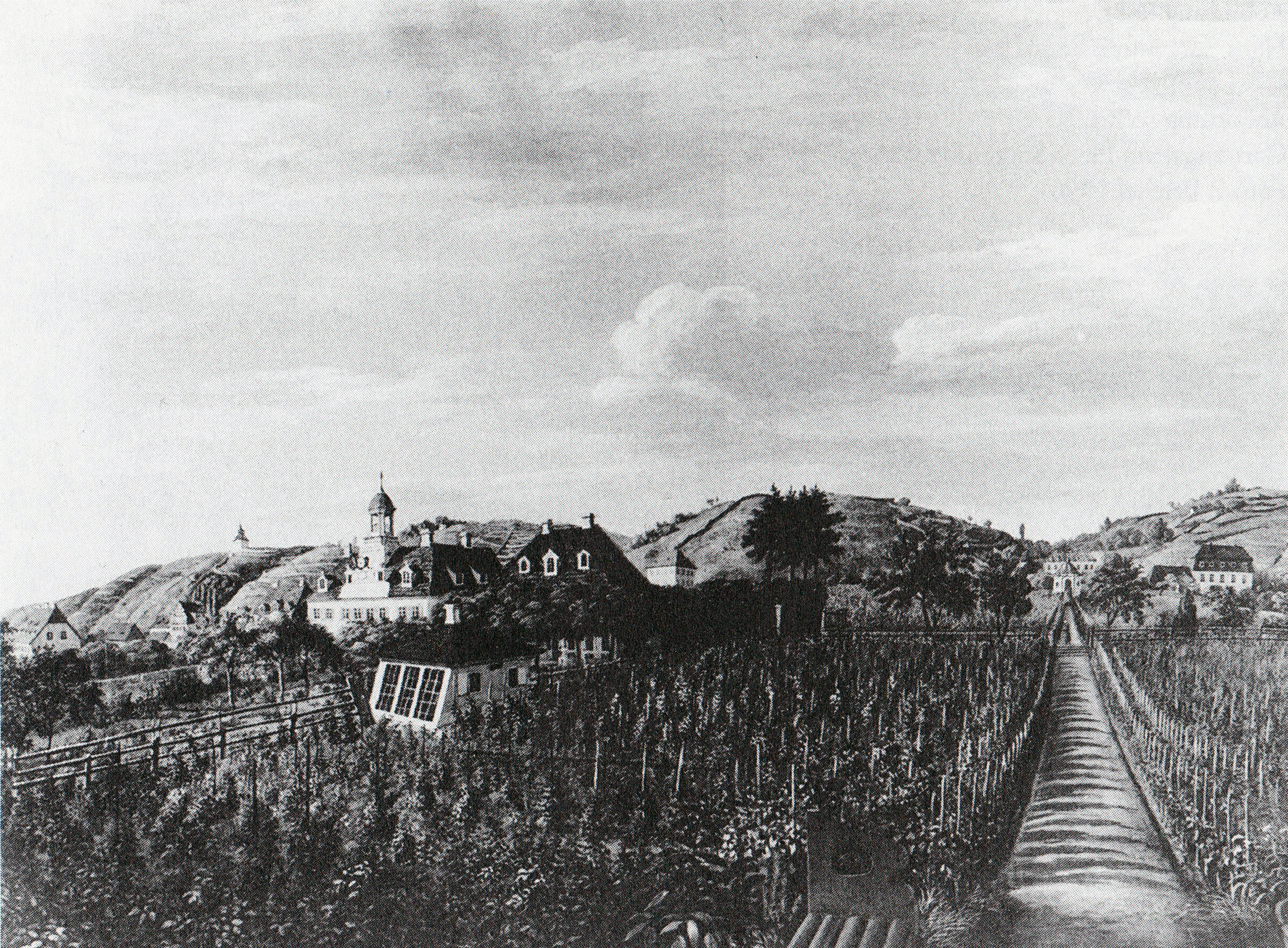
1829: Flur des Weinguts Sorgenfrei. Der Weg rechts führt zum Drachentempel auf dem Oberberg

Das Haus wurde 1909/1910 von dem Architekten Max Steinmetz in der ausführenden Baufirma „Gebrüder Ziller“ errichtet. Es handelt sich um eines der letzten Ziller-Häuser. Es wurde auf dem ehemaligen Weingarten Oberberg des Weinguts Sorgenfrei errichtet. Dort stand auch der Drachentempel, den der Maler Herbert König um 1866 im Bild festhielt und der Anfang des 20. Jahrhunderts wegen Neubebauung der durch die Reblaus vernichteten Weinanbauflächen verkauft und abgetragen wurde.